# 疣微菌門
疣微菌門（Verrucomicrobia）是一門被劃出不久的細菌，包括少數幾個被識別的種類，主要被發現於水生和土壤環境，或者人類糞便中。還有很多未被成功培養的種類是和真核宿主共生的，包括一些原生生物的外共生菌和線蟲動物配子中的内共生菌。
疣微菌門生物中的疣微菌屬（Verrucomicrobium）和突柄桿菌屬（Prosthecobacter）具有胞質突出形成的兩個到多個突起，因此得名。它們通過二分分裂繁殖。它們的最近類群可能是衣原體門。

## 下属

### 豐祐菌綱(Opitutae)
（註：正確形式似應爲Opituti）
1. 豐祐菌目(Opitutales)
  1. 豐祐菌科(Opitutaceae)
    1. 交替球菌屬(Alterococcus)
    2. 豐祐菌屬(Opitutus)
2. 紫紅球菌目(Puniceicoccales)
  1. 紫紅球菌科(Puniceicoccaceae)
    1. (Cerasicoccus)
    2. (Coraliomargarita)
    3. (Pelagicoccus)
    4. 紫紅球菌屬(Puniceicoccus)

### 疣微菌綱(Verrucomicrobiae)
1. 疣微菌目(Verrucomicrobiales)
  1. 疣微菌科(Verrucomicrobiaceae)
    1. (Akkermansia)
    2. 突柄桿菌屬(Prosthecobacter)
    3. (Rubritalea)
    4. 疣微菌屬(Verrucomicrobium)

  2. (Xiphinematobacteraceae)*
    1. (Xiphinematobacter)*

## 土生微菌纲（Terrimicrobiia）
土生微菌纲（Terrimicrobiia García-López et al. 2020）只有土生微菌目一目，该目有以下分类：
- Chthoniobacteraceae Sangwan et al. 2004
- 土生微菌科 Terrimicrobiaceae García-López et al. 2020
  - 土生微菌属 Terrimicrobium Qiu et al. 2014
    - 喜糖土生微菌 Terrimicrobium sacchariphilum Qiu et al. 2014